# Сансовино, Франческо
Франческо Татти да Сансовино (итал. Francesco Sansovino; 1521[…], Рим — 28 сентября 1583, Венеция) — итальянский энциклопедист, учёный, писатель
-гуманист, поэт, философ, издатель.

## Биография
Сын скульптора и архитектора Якопо Сансовино. Переехал в Венецию, где прожил бо́льшую часть жизни. Изучал право в университетах Падуи и Болоньи.
Плодовитый поэт и автор исторических и философских сочинений. Среди его известных работ «Del Governo dei regni e delle repubbliche» (1561), труд о формах правления в Италии, и «Origini e fatti delle famiglie illustri d’Italia», описание ведущих городов Италии и их благородных семей. Его четырнадцатитомный труд «Венеция» (1581) — первая попытка дать обзор искусства и архитектуры этого города (включая работы его отца). Первый в своих описаниях государств обратил внимание на источники государственных доходов и, таким образом, положил начало описательной статистике.
Романоведение знает его как редактора пяти грамматических трактатов: «Osseruationi della lingua volgare diuersi huomini illustri, cioe del Bembo, del Gabriello, del Fortunio, dell’Acarisio, et del Corso» (1562).

## Избранные труды

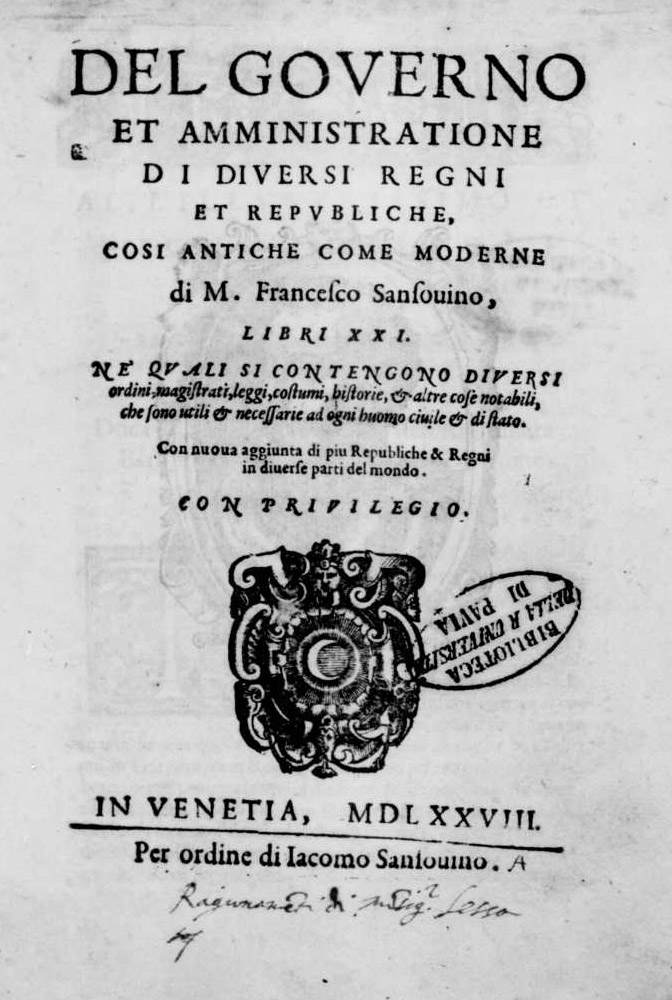
Del governo dei regni e delle repubbliche così antiche come moderne, 1578

- Del governo e amministrazione di diversi regni e republiche (1562)
- Della materia medicinale, Venedig, Giovanni Andrea Valvassori, 1562.
- Del governo e amministrazione di diversi regni e republiche (1562)
- Del governo dei regni e delle repubbliche così antiche come moderne. Giovanni Antonio Bertano, Venedig 1578.
- Venetia citta nobilissima et singolare (1580)[6]
- Dell’origine dei Cavalieri, Venedig, 1566.
- Venetia, città nobilissima, et singolare, Descritta in XIIII libri (1581);2 изд. 1663
- Le antichità di Beroso Caldeo Sacerdote. Et d’altri scrittori, così Hebrei, come Greci et Latini, che trattano delle stesse materie (1583)
- Concetti politici (1583) found in Propositioni, overo considerationi in materia di cose di Stato, sotto titolo di avvertimenti, avvedimenti civili et concetti politici (1588)
- Historia universale dell’origine et imperio de’Turchi: Con le guerre successe in Persia, in Ongaria, in Transilvania, Valachia, sino l’anno 1600 (1600)